# Deesa
Deesa ist eine Stadt im Norden des indischen Bundesstaats Rajasthan.
Deesa liegt im Distrikt Banaskantha im Taluk Deesa, 140 km nordnordwestlich der Großstadt Ahmedabad. Deesa liegt südlich des Aravalligebirges am linken Flussufer des Banas. Die nationale Fernstraße NH 14 (Radhanpur–Palanpur) führt durch die Stadt. Beim Zensus 2011 hatte Deesa 111.160 Einwohner. Die Stadt vom Status einer Municipality ist in 12 Wards gegliedert.